# TVR Moldova
TVR Moldova este canalul de televiziune al Societății Române de Televiziune în Republica Moldova. Acest canal de televiziune a fost înființat pe 1 decembrie 2013 după semnarea unui acord între autoritățile moldovene și Claudiu Săftoiu, fost PDG al TVR.
Până la crearea TVR Moldova, Televiziunea Română a mai emis anterior în Republica Moldova, însă din 7 septembrie 2007, frecvența de stat nr. 2 din Republica Moldova, pe care emitea postul TVR 1, a fost acordată de Consiliul Coordonator al Audiovizualului (CCA) din Republica Moldova televiziunii 2 Plus. Ulterior, TVR a atacat în instanță decizia CCA și s-a ajuns cu o plângere până la CEDO. Conflictul s-a încheiat printr-un armistițiu între cele două părți, semnat pe 12 septembrie 2013, prin care autoritățile moldovene se angajează ca noul canal TV să fie preluat de toate societățile de cablu din țară, iar TVR s-a angajat că o să producă emisiuni despre adevărata realitate din Republica Moldova.
TVR conține emisiuni culturale, de divertisment, informații despre România, dar și emisiuni autohtone despre realitățile vieții din Republica Moldova. 70% din producții vor fi realizate în România urmând ca restul de 30% să fie realizate în Republica Moldova.

## Emisiuni
- Telejurnal Moldova - versiunea pentru Republica Moldova a buletinului de știri TVR
- Reportajul Telejurnalului - emisiune în care se dă interviu cu diferite persoane din lume.
- Matinalii - o emisiune matinală difuzată de luni până vineri între orele 07-10. Emisiunea este de asemenea transmisă și de TVR 3 în România
- Învingători - o emisiune care prezintă interviuri luate marilor artiști din Moldova. În intermediul emisiunii sunt prezentate momente artistice și realizări în direct de portrete persoanelor intervietate de către tineri pictori.